# NGC 4138
NGC 4138 ist eine Spiralgalaxie vom Hubble-Typ Sa im Sternbild Jagdhunde am Nordsternhimmel. Sie ist rund 42 Millionen Lichtjahre entfernt und hat einen Durchmesser von etwa 30.000 Lichtjahren.
Sie ist Teil des Ursa-Major-Galaxienhaufens und Mitglied der NGC 4051-Gruppe (LGG 269), hat aber keine nahen Begleiter.

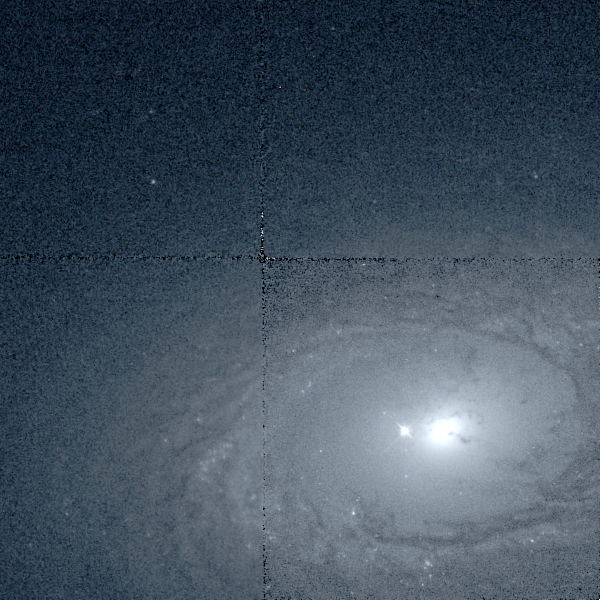
Das Zentrum von NGC4138, hochaufgelöste Aufnahme des Hubble-Weltraumteleskops

NGC 4138 weist keine Balkenstruktur, sondern dicht aneinander liegende Spiralarme und eine Ringstruktur um das Zentrum auf.
Eingehendere Untersuchungen im Jahr 1996 zeigen, dass die Hauptscheibe der Galaxie etwa 80 % der Sterne enthält und dass die Sternentstehung dort vor 100 Millionen Jahren zum Erliegen gekommen ist. Die übrigen 20 % der Sterne, welche auch tendenziell jünger sind, rotieren zusammen mit dem nicht-ionisiertem Wasserstoff gegenläufig und bilden eine überlappende zweite Scheibe. Diese zweite Scheibe kann sich durch die Kollision mit einer gasreichen Zwerggalaxie vor vier Milliarden Jahren und anschließende Absorption aus dieser gebildet haben. Simulationen zeigen, dass die gegenläufig rotierende Scheibe die Entstehung von Spiralarmen unterdrückt. Die junge Ringstruktur, die eine ausgeprägte Sternentstehung aufweist, resultiert vermutlich aus Kollisionen von Gaswolken gegenläufiger Rotationsrichtungen.
NGC 4138 ist eine Seyfertgalaxie des Typs 1.9, bei der sich Radioemissionen östlich und westlich des aktiven Galaxienkerns zeigen. Diese Strahlung stammt wahrscheinlich von Materie-Jets, die von dem zentralen supermassereichen Schwarzen Loch ausgestrahlt werden.
Das Objekt wurde am 14. Januar 1788 Wilhelm Herschel mithilfe seines 18,7-Zoll-Spiegelteleskops entdeckt.